# Hrvatska Football Liga 2017
La Hrvatska Football Liga 2017 è la sesta edizione dell'omonimo torneo di football americano organizzato dalla HSAN.
Ha avuto inizio il 23 settembre e si è conclusa l'11 novembre con la finale di Zaprešić vinta per 9-7 dagli Split Sea Wolves sugli Zaprešić Saints.

## Squadre partecipanti
| Club                | Città    | Stadio | Sponsor ufficiale | Risultato nella stagione 2016 |
| ------------------- | -------- | ------ | ----------------- | ----------------------------- |
| Bjelovar Greenhorns | Bjelovar |        |                   | Semifinalisti                 |
| Split Sea Wolves    | Spalato  |        |                   | Campioni                      |
| Zagreb Patriots     | Zagabria |        |                   | Semifinalisti                 |
| Zaprešić Saints     | Zaprešić |        |                   |                               |

## Stagione regolare

### Calendario

#### 1ª giornata
| 23 settembre 2017 | Split Sea Wolves | 42 – 6 | Bjelovar Greenhorns |  |

| Prudnice 24 settembre 2017, ore 11:00 | Zaprešić Saints | 10 – 6 | Zagreb Patriots | NK Savski Marof |

#### 2ª giornata
| 8 ottobre 2017 | Zagreb Patriots | 14 – 18 | Split Sea Wolves |  |

#### 3ª giornata
| 15 ottobre 2017 | Bjelovar Greenhorns | 12 – 26 | Zaprešić Saints |  |

#### 4ª giornata
| 21 ottobre 2017 | Split Sea Wolves | 18 – 20 | Zaprešić Saints |  |

| 22 ottobre 2017 | Zagreb Patriots | 6 – 0 | Bjelovar Greenhorns |  |

### Classifica
La classifica della regular season è la seguente:
- PCT = percentuale di vittorie, G = partite giocate, V = partite vinte, P = partite perse, PF = punti fatti, PS = punti subiti

| Pos. | Squadra             | PCT   | G | V | P | PF | PS |
| ---- | ------------------- | ----- | - | - | - | -- | -- |
| 1    | Zaprešić Saints     | 1.000 | 3 | 3 | 0 | 56 | 36 |
| 2    | Split Sea Wolves    | .667  | 3 | 2 | 1 | 78 | 40 |
| 3    | Zagreb Patriots     | .333  | 3 | 1 | 2 | 26 | 28 |
| 4    | Bjelovar Greenhorns | .000  | 3 | 0 | 3 | 18 | 74 |

## Playoff

### Tabellone
|  | Semifinali       | Semifinali       | Semifinali       |                  |   | CroBowl VI      | CroBowl VI      | CroBowl VI |  |
|  |                  |                  |                  |                  |   |                 |                 |            |  |
|  |                  |                  |                  |                  |   | Zaprešić Saints | Zaprešić Saints | 7          |  |
|  |                  |                  |                  |                  |   | Zaprešić Saints | Zaprešić Saints | 7          |  |
|  |                  |                  | Split Sea Wolves | Split Sea Wolves | 9 |                 |                 |            |  |
|  | Split Sea Wolves | Split Sea Wolves | Split Sea Wolves | Split Sea Wolves | 9 | 8               |                 |            |  |
|  | Split Sea Wolves | Split Sea Wolves |                  |                  |   |                 |                 |            |  |
|  | Zagreb Patriots  | Zagreb Patriots  | 3                |                  |   |                 |                 |            |  |

### Semifinale
| 29 ottobre 2017 | Split Sea Wolves | 8 – 3 | Zagreb Patriots |  |

### CroBowl VI
| Zaprešić 11 novembre 2017 | Zaprešić Saints | 7 – 9 | Split Sea Wolves |  |

## Verdetti
- Split Sea Wolves Campioni della Croazia 2017